# Daemyung Sangmu
Daemyung Sangmu war eine von 2012 bis 2018 bestehende Eishockeymannschaft aus Seoul, welche von 2013 bis 2016 in der Asia League Ice Hockey spielte.

## Geschichte
Daemyung Sangmu repräsentierte als Eishockeymannschaft die Südkoreanischen Streitkräfte, aus denen auch alle Spieler stammten. Die Gründung der Mannschaft erfolgte 2012 im Hinblick auf die Olympischen Winterspiele 2018 im eigenen Land. Alle Spieler leisteten in der aktiven Zeit ihren Wehrdienst ab und konnten nicht in ihren eigenen Mannschaften trainieren und spielen. Sie gehörten zum Teil der südkoreanischen Nationalmannschaft an. Ihre Heimspiele trug die Mannschaft im Mokdong Ice Rink aus.
Zur Saison 2013/14 startete die Mannschaft erstmals in der Asia League Ice Hockey. Nachdem sie in der regulären Spielzeit den zweiten Tabellenplatz hinter den Ōji Eagles aus Japan erreichten, scheiterten sie im Play-off-Halbfinale am späteren Meister Nippon Paper Cranes. In der folgenden Saison 2014/15 verpasste die Mannschaft deutlich die Play-offs. Auch 2015/16 verpassten sie die Play-offs. Nach der Saison wurde die Mannschaft aus der ALIH zurückgezogen, den Liga-Platz übernahmen zur Saison 2016/17 die Daemyung Killer Whales.
In den folgenden zwei Jahren nahm Sangmu an der nationalen koreanischen Meisterschaft teil. Im Frühjahr 2019 wurden mit Ahn Jin-hui und Shin Sang-hoon die letzten beiden Spieler des Teams aus dem Militärdienst entlassen und das Eishockeyprogramm der Streitkräfte eingestellt.

## Saisonstatistik
Abkürzungen: Sp = Spiele, S = Siege, OTS = Siege nach Overtime, SOS = Siege nach Shootout, U = Unentschieden, SON = Niederlagen nach Shootout, OTN = Niederlagen nach Overtime, N = Niederlagen, ET = Erzielte Tore, GT = Gegentore, Pkt = Punkte
| Saison  | Sp | S  | OTS | SOS | U | SON | OTN | N  | ET  | GT  | Pkt | Platz    | Playoffs           |
| ------- | -- | -- | --- | --- | - | --- | --- | -- | --- | --- | --- | -------- | ------------------ |
| 2013/14 | 42 | 22 | 3   | 1   | – | 3   | 1   | 12 | 156 | 115 | 78  | 2. Platz | Halbfinale         |
| 2014/15 | 48 | 14 | 3   | 3   | – | 4   | 0   | 24 | 155 | 199 | 58  | 7. Platz | nicht qualifiziert |
| 2015/16 | 48 | 9  | 1   | 2   | – | 1   | 2   | 33 | 101 | 191 | 36  | 8. Platz | nicht qualifiziert |

## Bekannte ehemalige Spieler
- Kim Ki-sung
- Kim Won-jung
- Lee Yu-won
- Shin Hyung-jun